# Paraxenos westwoodi
Paraxenos westwoodi är en insektsart som först beskrevs av Robert Templeton 1841.  Paraxenos westwoodi ingår i släktet Paraxenos och familjen stekelvridvingar. Inga underarter finns listade i Catalogue of Life.